# Ips mannsfeldi
Ips mannsfeldi es una especie de escarabajo del género Ips, tribu Ipini, familia Curculionidae. Fue descrita científicamente por Wachtl, 1879.
Se mantiene activa durante los meses de mayo, junio, julio, agosto, septiembre, octubre y noviembre.

## Descripción
Mide 3-3,4 milímetros de longitud.

## Distribución
Se distribuye únicamente en bosques de pino negro y pino silvestre de Austria, Córcega, Rumanía, Croacia, Bosnia y Herzegovina, Macedonia del Norte y Turquía.